# Vachš
Vachš (rusky Вахш) je řeka v Tádžikistánu (Centrálně spravované okresy, Chatlonský vilájet‎). Celková délka řeky je 786 km. Na horním toku se nazývá Surchob (rusky Сурхоб). Povodí má rozlohu 39 100 km² a jeho převážná část se nachází v Pamírsko-alajské horské soustavě.

## Průběh toku
Vzniká soutokem řek Kyzylsu a Muksu a nejprve teče pod jménem Surchob na západ. Pod levým přítokem Obichingou se již nazývá Vachš a mění směr na jihozápad. Teče převážně v úzké dolině, která má tvar písmene V a místy má charakter soutěsky. Ve vzdálenosti 170 km od ústí vtéká do Vachšské doliny, kde se rozděluje na ramena. Po soutoku s řekou Pjandž, vytváří Amudarju, jejíž je pravou zdrojnicí.

## Vodní režim
Zdrojem vody jsou sněhové srážky a horské ledovce a v menší míře také dešťové srážky. Nejvyšších vodních stavů dosahuje od května do září. Průměrný průtok vody činí 660 m³/s, maximální v červenci 3120 m³/s a minimální v únoru 130 m³/s. Voda v řece se vyznačuje vysokou kalností, jež dosahuje 4,16 kg/m³.

## Využití
Na řece byly vybudovány Golovná a Nurecká vodní elektrárna, za jejichž hrázemi vznikly přehradní nádrže (Nurecká). Voda se v široké míře využívá na zavlažování, k čemuž slouží také zavlažovací kanály (Vachšský, Šuroabadský). Na dolním toku je možná vodní doprava. Na řece leží města Nurek, Kurgan Tube (v dolině), Kalininabad.